# ANSI ASC X12
ANSI ASC X12 (American National Standards Institute Accredited Standards Committee X12) ist ein Datenübertragungsstandard im Bereich elektronischer Datenaustausch (EDI), der hauptsächlich in den USA verwendet wird. Die Gruppe wurde 1979 gegründet und verabschiedete 1982 erstmals den ANSI ASC X12 Standard. Er war neben dem von UN/ECE entwickelten Standardformat GTDI (Guidelines for Trade Data Interchange) die Basis für UN/EDIFACT.
Der Standard beschreibt Datenstrukturen, die zur Übertragung zwischen einzelnen Computersystemen verwendet werden.
Der Hauptunterschied zu EDIFACT, das hauptsächlich in Europa eingesetzt wird, ist der Aufbau der Nachricht. Sowohl bei EDIFACT als auch X12 ist es möglich, die Nachricht beim Empfänger durch einen Konverter (EDI) zu überprüfen und als Antwort eine Antwort-Datei zurückzusenden. Dort wird vermerkt, wie viele Segmente und Elemente korrekt und wie viele fehlerhaft waren. In der Praxis wird auf diese Überprüfung häufig verzichtet und eine automatische Antwort mit null Fehlern generiert und zurückgeschickt. Eventuelle Fehler werden dann auf direktem Weg zwischen den Partnern abgeklärt.